# Portret van kardinaal Albergati
Het Portret van kardinaal Albergati is een schilderij in olieverf op eiken paneel, van de hand van Jan van Eyck, dat zich in het Kunsthistorisches Museum in Wenen bevindt. Het werk werd gemaakt op basis van een studie die Jan van Eyck maakte in zilverstift op papier, die zich nu bevindt in het Kupferstichkabinett in Dresden. 
De afgebeelde oudere man is geportretteerd in drie kwart tegen een donkere achtergrond. De figuur zelf is helder belicht. Alle gelaatskenmerken zijn zeer gedetailleerd uitgewerkt

## Geschiedenis
Het portret was in 1648 in het bezit van de Antwerpse kunstverzamelaar Peeter Stevens, die het in dat jaar verkocht aan aartshertog Leopold Willem van Oostenrijk. Volgens de nota’s van Stevens werd het werk geschilderd in 1438 en was de afgebeelde man kardinaal Niccolò Albergati.

## Datering
Zowel de naam van de geportretteerde, de toewijzing aan Jan van Eyck en de datering zijn gebaseerd op de nota's van Stevens. 
Een andere hypothese gaat uit van de aanwezigheid van kardinaal Niccolò Albergati als pauselijke vertegenwoordiger samen met kardinaal Hugues Lancelot de Lusignan bij de besprekingen rond de Vrede van Atrecht in Atrecht in 1435. Bij deze vredesbesprekingen zou ook Jan van Eyck aanwezig geweest zijn in het gevolg van Filips de Goede. Hij zou dan in opdracht van Filips deze schets van Albergati gemaakt hebben om die later uit te werken tot een geschilderd portret.  Andere historici wijzen erop dat de these van W. H. J. Weale uit 1904 over de identiteit van de geportretteerde uit de lucht gegrepen is en op geen enkel documentair bewijs steunt.

## Identiteit van de geportretteerde
De datering is dus duidelijk afhankelijk van de identiteit van de geportretteerde en sommige onderzoekers zijn van oordeel dat de afgebeelde man niet kardinaal Niccolò Albergati zou zijn, afgaande op andere bekende afbeeldingen van de kardinaal, maar vooral op basis van zijn kleding, die niet overeenstemt met wat een kardinaal in die tijd normaliter zou dragen. Ook Vale is van oordeel dat het niet om Albergati gaat onder meer omdat het portret van de oude weldoorvoede man, niet overeenkomt met de beschrijvingen door tijdgenoten van de kardinaal (Poggio, Jacopo Zeno, Vespasiano da Bisticci en St Antoninus van Florence) die een extreem sober leven leidde en streng de regels van de kartuizers in acht nam, ook nadat hij bisschop en kardinaal was geworden. Zijn biografen benadrukten dat zijn uiterlijk  zijn innerlijke zuiverheid en gestrengheid reflecteerden.

## Weblinks
Men kan een aantal werken van Jan van Eyck raadplegen en sterk vergroten op de website Further works by Jan van Eyck van het KIK/IRPA.